# (2620) Santana
(2620) Santana – planetoida z pasa głównego asteroid okrążająca Słońce w ciągu 4 lat i 304 dni w średniej odległości 2,86 j.a. Została odkryta 3 października 1980 roku w Obserwatorium Kleť w pobliżu Czeskich Budziejowic przez Zdeňkę Vávrovą. Nazwa planetoidy pochodzi od Carlosa Santany (ur. 1947), amerykańskiego muzyka. Przed nadaniem nazwy planetoida nosiła oznaczenie tymczasowe (2620) 1980 TN.